# Åge Hareide
Åge Fridtjof Hareide (ur. 23 września 1953) – norweski piłkarz, grający na pozycji pomocnika, i trener piłkarski.

## Życiorys
Jako zawodnik najdłużej grał w Molde FK, gdzie również rozpoczął pracę szkoleniową. W połowie lat 80. jako jeden z pierwszych piłkarzy z Norwegii trafił do klubów angielskich. W barwach drużyny narodowej rozegrał 50 meczów.  
Na przełomie lat 80. i 90. był trenerem Molde, z którym zdobył Puchar kraju oraz dwukrotnie zajął drugie miejsce w lidze. Później pracował w Szwecji, Danii, gdzie z Brøndby IF wywalczył tytuł mistrzowski, oraz krótko w Rosenborgu Trondheim. W grudniu 2003 został selekcjonerem reprezentacji Norwegii, z którą pracował przez pięć lat. Później na krótko objął zespół Örgryte IS, gdzie pracował raptem parę miesięcy. Od 2009 roku przez trzy sezony kierował drużyną Viking FK, a między wrześniem 2020 a grudniem 2021 był trenerem Rosenborg BK. Od 6 września 2022 jest szkoleniowcem szwedzkiego Malmö FF. 
W 2020 odznaczony orderem Daneborga nadawanym przez królową Danii Małgorzatę II za wybitne zasługi dla kraju.

## Kariera piłkarska
Jest wychowankiem klubu Hareid FK, a później grał w IL Hødd. W 1976 roku trafił do Molde FK, gdzie występował łącznie przez osiem lat. W barwach tego zespołu rozegrał prawie czterysta meczów. Od 1981 do 1984 roku był zawodnikiem klubów angielskich. Piłkarską karierę zakończył w 1987 roku w wieku 34 lat.
- 1970–75 –  IL Hødd
- 1976–81 –  Molde FK
- 1981–82 –  Manchester City
- 1982–84 –  Norwich City
- 1984–87 –  Molde FK

## Sukcesy piłkarskie
- wicemistrzostwo Norwegii 1987 z Molde FK

W reprezentacji Norwegii od 1976 do 1986 roku rozegrał 50 meczów i strzelił 5 goli.

## Kariera szkoleniowa
W 1985 roku, niedługo po powrocie z Anglii, rozpoczął pracę szkoleniową w Molde FK w charakterze grającego trenera. Dwa lata później doprowadził ten zespół do wicemistrzostwa kraju, a w 1989 roku, już po zakończeniu piłkarskiej kariery, do finału Pucharu Norwegii.
W 1991 roku został zwolniony, ale powrócił do klubu dwa sezony później. Wówczas ponownie poprowadził zespół do drugiego miejsca w lidze, a także – w 1994 roku – do zwycięstwa w rozgrywkach o Puchar kraju.
Po rozstaniu z Molde pracował w Szwecji oraz – z sukcesami – w Danii. Dwuletnią pracę w Brøndby IF zakończył zdobyciem tytułu mistrza kraju.
W styczniu 2003 roku został szkoleniowcem najlepszego w ostatnich latach klubu z Norwegii Rosenborga Trondheim, ale pracował w nim tylko niecałe dwanaście miesięcy, bowiem w grudniu tego roku władze Norweskiego Związku Piłki Nożnej zdymisjonowały selekcjonera reprezentacji Norwegii Nilsa Johana Semba i na jego następcę wyznaczyły właśnie Hareide.
Ze znacznie odmłodzoną drużyną awansował do barażów Mundialu 2006, gdzie Norwegowie przegrali z Czechami.
- 1985–87 –  Molde FK, grający trener
- 1987–91 –  Molde FK
- 1993–97 –  Molde FK
- 1998–99 –  Helsingborgs IF
- 2000–02 –  Brøndby IF
- 2003–03 –  Rosenborg BK
- 2003–08 –  reprezentacja Norwegii
- 2009 –  Örgryte IS
- 2009–12 –  Viking FK
- 2012 –  Helsingborgs IF (tymczasowo)
- 2013–15 –  Malmö FF
- 2016–20 –  reprezentacja Danii
- 2020–21 –  Rosenborg BK
- od 2022 –  Malmö FF

## Sukcesy szkoleniowe
- Brøndby IF:
  - mistrzostwo Danii: 2002
- Helsingborgs IF:
  - mistrzostwo Szwecji: 1999
  - Puchar Szwecji: 1998
- Molde FK:
  - Puchar Norwegii: 1994
- Malmö FF:
  - mistrzostwo Szwecji: 2013
- Rosenborg BK:
  - mistrzostwo Norwegii: 2003
  - Puchar Norwegii: 2003